# Oséas
Oséas Reis dos Santos, född 14 maj 1971, är en brasiliansk tidigare fotbollsspelare.
Oséas spelade 2 landskamper för det brasilianska landslaget.